# ハル研究所
株式会社ハル研究所（HAL研究所、ハルけんきゅうしょ、英: HAL Laboratory, Inc.）は、主にゲームソフトウェア、周辺機器、ゲーム制作システムの開発を行う日本の企業。
1980年2月21日に創業。MZ-80K/CやPC-8001といったマイコンの時代から存在している老舗ソフトハウス。マイコン時代には各種ハードウェアも開発・販売していた。家庭用ゲーム機向けソフトウェアの開発は1984年に任天堂のファミリーコンピュータから参入した。後にパソコン関連製品事業とハードウェア事業を切り離してからは任天堂の家庭用ゲーム機向けソフトウェア開発のほか、任天堂ゲーム機で使用されるサービス・本体機能の開発および音楽・書籍・キャラクター関連の企画制作を行っている。

## 沿革

### 創業
西武百貨店池袋店のパソコンコーナーに、コモドールのパソコン「PET 2001」の一角があった。その前に集っていた岩田聡を初めとする当時、大学生のパソコンマニア達に、後に経営者となる一人の店員が声をかけて、岩崎技研工業が出資してハル研究所は設立された。代表取締役社長は池田光博。1980年のことである。社員ひとりと6人の学生アルバイトで、秋葉原にあるマンションの一室を開発室としてのスタートだった。
社名の「HAL」は、「IBM」のアルファベットを1文字ずつ前にずらし、（当時最大のコンピュータ企業だった）IBMの一歩先を行くという意味を込めたとされる『2001年宇宙の旅』のコンピュータ「HAL 9000」に倣い名付けられた（ただし、「HAL 9000」の由来は俗説であり原作者のアーサー・C・クラークらは否定している。詳細はこちらを参照）。登記上は株式会社ハル研究所だが、広告や商品パッケージなどでは1980年の設立当初から株式会社HAL研究所と表記していた。なお、2002年に商業登記規則等の改正によりアルファベットが使えるようになってからも社名は変更しておらず、現在では各種SNSアカウントをはじめ、ハル研究所と表記している。

### 創業当初
創業当初はパソコン関連の周辺機器を多く開発し、特にパソコン（当時はマイコンと言った）の画像表示とサウンド能力を向上させるユニットPCGシリーズはヒットを記録した（詳細は後述の「周辺機器」を参照）。周辺機器としては他にもトラックボールや、NECのPC-8801シリーズの拡張音源ユニットを発売。
当時のパソコン専門誌「I/O」にもPCG-8100を用いたゲームプログラムが投稿されている。ハル研究所も自社ブランドでPCG-8100を用いたナムコのゲームソフトを移植して発売した。
元々PET 2001のユーザーグループを母体とした会社であり、PET 2001にサードパーティとしてPCGやゲームソフトを提供した。その実績を買われ、PET 2001の後継機VIC-1001ではコモドールジャパンの下請けとしてゲームの開発を担当する。引き続いてVIC-1001の後継機マックスマシーンにも『Jupiter Lander』（1982年）などを提供し、これらのゲームはマックスマシーンが発売されなかった欧米では上位互換機のコモドール64向けゲームとしてコモドール本社からリリースされた。

### ファミリーコンピュータ発売以後
1982年、アルバイト従業員だった岩田が大学を卒業して正社員となり、1983年に任天堂からファミリーコンピュータが発売される。ハル研究所の出資会社が任天堂と取引していた関係から、ファミコン市場にも早くから参入した。参入第1作は『ジャウスト』だったが、諸般の事情で任天堂から発売されることはなく、1984年2月に任天堂から発売された『ピンボール』がファミコンでの初リリース作品となった。同年に任天堂から出資を受けてから以後は同社のセカンドパーティーとして、任天堂ブランドで発売された『ゴルフ』『マッハライダー』『バルーンファイト』『F1レース』の開発に携わった。
1984年4月には代表取締役社長に池田毅が就任。
1980年代中期以降、「MSXをMacintoshにする」という触れ込みで、MSX2にGUIと日本語FEPを用意した統合環境である「HALNOTE」を開発するがほとんど売れなかった。この後継版はアスキーから「MSXView」として発売、MSX最後のマシンである松下電器「FS-A1GT」では標準搭載され正式にMSXturboRのGUI環境として認められたほか、HALNOTEの日本語FEPはソニーのMSXマシンに標準採用された。また、ソニーのMSX2+マシンに標準添付されたグラフィックツールの開発も担当した。このように、HALNOTEの遺産は新世代のMSXの基本アプリケーションを構成したが、その後MSXの市場が消滅したため報われることはなかった。

### 倒産
自社ブランドでソフト事業とハードウェア事業を展開し、1990年には社員が90人近くにまで拡大したため、1991年から拠点を山梨県にしようと開発センターの建設を行い、同年4月に完成した。しかし、建設費用の大半である銀行からの借入金の金利負担が大きく、資金繰りが悪化した。ゲームソフトの売上げ不振も重なり、1992年6月22日に和議を申請して倒産、負債総額は約50億円だった。任天堂のサードパーティで倒産したのはハル研究所が初めてだった。このことを任天堂の社長であった山内溥は「ハル研究所が行き詰ったのは、ユーザーが面白いと思う味つけが下手だった」からと述べていた。

### 再建
一方でハル研究所のソフト開発力を評価していた任天堂は岩田聡を再建社長とすることを条件に資金援助を行った。1993年3月に岩田聡がハル研究所の代表取締役社長に就任し、社員は半減させ、負債は15億円までに減額されて6年で返済する計画で再建を図ることになる。
まず、ハル研究所からパソコン関連製品事業を行う株式会社ハル・コーポレーションが分社化されて、ハル研究所の本体の事業はゲームソフト開発に一本化された。
「じっくり練ってモノを出そう、ミリオンセラーにならないモノは作らないぞ！」との決意の元で製作されたファミコン用ソフト『星のカービィ 夢の泉の物語』（1993年）は、全世界500万本を超える売上を達成。『星のカービィシリーズ』や『MOTHER2 ギーグの逆襲』などのヒットもあって、1999年に和議申請から予定通り6年で15億円の負債を完済し、ハル研究所は再建を果たす。

### 再建以後
以降は星のカービィシリーズを中心に、任天堂のゲームソフト開発に注力している。
2017年8月22日、スマートフォン事業向けの新ブランド「HAL Egg」の立ち上げを表明。11月14日、第1弾タイトルとしてAndroid/iOS用ゲームアプリ『はたらくUFO』の配信を開始した。10月には、ハードウェア事業をハル・コーポレーション社へ切り離して以来、25年ぶりのハードウェアの商品となるPasocomMiniの発売を開始した。

## 企業理念
企業理念は「モノづくりを通じて　お客さんと社員が共にHappyになる」である。顧客の幸せが企業の幸せであり、顧客にとって心に残る製品を継続的に生み出すことで双方の幸せな関係を維持することを目指している。
企業ロゴは、イヌが卵を暖めている様子が描かれており「犬たまご」と呼ばれている。1999年に考案され、考案者はコピーライターの糸井重里と当時ハル研究所社長の谷村正仁。このロゴには「思いがけない組み合わせから新しいモノを生み出す」「新しいアイデアや楽しいことを大切に暖める」という気持ちが込められている。

## 不祥事
2021年に新型コロナウイルスによる影響により、在宅にてテレワークをしていた従業員に対して、定時外での勤務があったにもかかわらず、時間外手当と深夜手当の支払いを行っていなかったとして、2022年に労働基準監督署から臨検（立ち入り検査）並びに是正勧告を受けていたことが2023年1月にフライデー（講談社）から報じられた。ハル研究所はフライデーの取材に対し、それらの事実を認め、2021年当時はシステム対応が不十分で正確な就業時間の把握が難しかったことから、在宅勤務者に対してサービス残業などを行わないように残業禁止のルールを設定していたが、ルール導入後に中途入社した当該社員には明確な説明がなされていなかったことを明らかにしている。

## 事業所
| 事業所                 | 所在地                                         |
| ---------------------- | ---------------------------------------------- |
| 本社・東京開発センター | 東京都千代田区神田錦町2丁目2番地1 KANDA SQUARE |
| 山梨開発センター       | 山梨県甲斐市竜王新町1999-9                     |

## 出身者
- 岩田聡（元任天堂代表取締役社長）
- 松岡聡（東京工業大学教授）[29]
- 桜井政博（ソラ代表取締役社長）

## 開発作品

### パーソナルコンピュータ
| タイトル                                   | 対応機種 | 発売元               |
| ------------------------------------------ | -------- | -------------------- |
| パックマン                                 | VIC-1001 | コモドール・ジャパン |
| ギャラクシアン                             | VIC-1001 | コモドール・ジャパン |
| ラリーX                                    | VIC-1001 | コモドール・ジャパン |
| マネー・ウォーズ                           | VIC-1001 | コモドール・ジャパン |
| ジュピター・ランダー                       | VIC-1001 | コモドール・ジャパン |
| ポーカー                                   | VIC-1001 | コモドール・ジャパン |
| ロード・レース                             | VIC-1001 | コモドール・ジャパン |
| ラリーX                                    | PC-8001  | ハル研究所           |
| ギャラクシアン                             | PC-8001  | ハル研究所           |
| スーパーエイリアン                         | PC-8001  | ハル研究所           |
| ジュピターランダー                         | PC-8001  | ハル研究所           |
| モールアタック                             | PC-8001  | ハル研究所           |
| ナイトドライブ                             | PC-8001  | ハル研究所           |
| HOLE IN ONE                                | PC-8801  | ハル研究所           |
| スーパービリヤード                         | PC-8801  | ハル研究所           |
| ローラーボール                             | PC-8801  | ハル研究所           |
| HALNOTE (HNS-100)                          | MSX      | ハル研究所           |
| Gterm (HNS-10)                             | MSX      | ハル研究所           |
| 直子の代筆 (HNS-102)                       | MSX      | ハル研究所           |
| GCARD (HNS-103)                            | MSX      | ハル研究所           |
| GCALC (HNS-104)                            | MSX      | ハル研究所           |
| グラフィックエディタEDDY (HT-001)          | MSX      | ハル研究所           |
| LAB Letter                                 | MSX      | ハル研究所           |
| バラン数 (HM-101)                          | MSX      | ハル研究所           |
| 泳いでタンゴ (HM-102)                      | MSX      | ハル研究所           |
| カラ丸珍道中 (HM-103)                      | MSX      | ハル研究所           |
| キュースター (HM-104)                      | MSX      | ハル研究所           |
| ステップアップ (HM-001)                    | MSX      | ハル研究所           |
| フルーツサーチ (HM-002)                    | MSX      | ハル研究所           |
| ドラゴンアタック (HM-003)                  | MSX      | ハル研究所           |
| ピクチャーパズル (HM-004)                  | MSX      | ハル研究所           |
| スーパースネーク (HM-005)                  | MSX      | ハル研究所           |
| スペースメイズアタック (HM-006)            | MSX      | ハル研究所           |
| ぶた丸パンツ (HM-007)                      | MSX      | ハル研究所           |
| ヘビーボクシング (HM-008)                  | MSX      | ハル研究所           |
| スーパービリヤード (HM-010)                | MSX      | ハル研究所           |
| ミュージックエディタMUE (HM-011)           | MSX      | ハル研究所           |
| Mr.Chin (HM-012)                           | MSX      | ハル研究所           |
| スペーストラブル (HM-013)                  | MSX      | ハル研究所           |
| EDDY II (HM-014)                           | MSX      | ハル研究所           |
| ローラーボール (HM-015)                    | MSX      | ハル研究所           |
| ホールインワン (HM-016)                    | MSX      | ハル研究所           |
| てつまん (HM-017)                          | MSX      | ハル研究所           |
| エッガーランドミステリー (HM-018)          | MSX      | ハル研究所           |
| ホールインワン プロフェッショナル (HM-019) | MSX      | ハル研究所           |
| ダンクショット (HM-021)                    | MSX      | ハル研究所           |
| ホールインワン スペシャル (HM-022)         | MSX      | ハル研究所           |
| 迷宮神話 (HM-023)                          | MSX      | ハル研究所           |
| ブルとマイティー危機一髪 (HM-024)          | MSX      | ハル研究所           |
| 機動惑星スティルス (HM-025)                | MSX      | ハル研究所           |
| ずっこけやじきた隠密道中 (HM-026)          | MSX2     | ハル研究所           |
| 忍者くん 阿修羅の章 (HM-028)               | MSX      | ハル研究所           |
| パチプロ伝説 (HM-029)                      | MSX      | ハル研究所           |
| 田代まさしのプリンセスがいっぱい (HM-030)  | MSX      | ハル研究所           |
| ガルフォース                               | MSX      | ソニー               |
| F1ツールディスクII                         | MSX      | ソニー               |

### コンソールゲーム
| 発売日（日本） | タイトル                                                                  | プラットフォーム                        | 発売元                 |
| -------------- | ------------------------------------------------------------------------- | --------------------------------------- | ---------------------- |
| 1984年2月2日   | ピンボール                                                                | ファミリーコンピュータ                  | 任天堂                 |
| 1984年5月1日   | ゴルフ                                                                    | ファミリーコンピュータ                  | 任天堂                 |
| 1984年11月2日  | F1レース                                                                  | ファミリーコンピュータ                  | 任天堂                 |
| 1985年1月22日  | バルーンファイト                                                          | ファミリーコンピュータ                  | 任天堂                 |
| 1985年12月21日 | マッハライダー                                                            | ファミリーコンピュータ                  | 任天堂                 |
| 1985年12月21日 | ロットロット                                                              | ファミリーコンピュータ                  | 徳間書店               |
| 1986年10月30日 | けいさんゲーム 算数4年                                                    | ファミリーコンピュータ                  | 東京書籍               |
| 1986年11月19日 | ガルフォース                                                              | ファミリーコンピュータ ディスクシステム | ハル研究所             |
| 1987年1月29日  | エッガーランド                                                            | ファミリーコンピュータ ディスクシステム | ハル研究所             |
| 1987年2月21日  | ゴルフJAPANコース                                                         | ファミリーコンピュータ ディスクシステム | 任天堂                 |
| 1987年6月14日  | ゴルフUSコース                                                            | ファミリーコンピュータ ディスクシステム | 任天堂                 |
| 1987年6月27日  | 所さんのまもるもせめるも                                                  | ファミリーコンピュータ                  | エピックソニーレコード |
| 1987年8月17日  | エアー・フォートレス                                                      | ファミリーコンピュータ                  | ハル研究所             |
| 1987年9月24日  | スター・ゲイト                                                            | ファミリーコンピュータ                  | ハル研究所             |
| 1987年10月1日  | ミリピード 巨大昆虫の逆襲                                                 | ファミリーコンピュータ                  | ハル研究所             |
| 1987年10月30日 | ジャウスト                                                                | ファミリーコンピュータ                  | ハル研究所             |
| 1988年1月7日   | 殺意の階層 ソフトハウス連続殺人事件                                       | ファミリーコンピュータ                  | ハル研究所             |
| 1988年2月1日   | ファイヤーバム                                                            | ファミリーコンピュータ ディスクシステム | ハル研究所             |
| 1988年2月1日   | ジャンボ尾崎のホールインワン・プロフェッショナル                          | ファミリーコンピュータ                  | ハル研究所             |
| 1988年4月14日  | ファミコングランプリII 3Dホットラリー                                     | ファミリーコンピュータ ディスクシステム | 任天堂                 |
| 1988年8月9日   | エッガーランド 迷宮の復活                                                 | ファミリーコンピュータ                  | ハル研究所             |
| 1988年8月20日  | エッガーランド 創造への旅立ち                                             | ファミリーコンピュータ ディスクシステム | ハル研究所             |
| 1988年12月20日 | ローラーボール                                                            | ファミリーコンピュータ                  | ハル研究所             |
| 1989年7月28日  | 上海                                                                      | ゲームボーイ                            | ハル研究所             |
| 1989年10月18日 | ピンボール66匹のワニ大行進                                                | ゲームボーイ                            | ハル研究所             |
| 1989年11月7日  | 御存知 弥次喜多珍道中                                                     | ファミリーコンピュータ                  | ハル研究所             |
| 1990年1月6日   | アドベンチャーズ オブ ロロ                                                | ファミリーコンピュータ                  | ハル研究所             |
| 1990年9月7日   | 宇宙警備隊SDF                                                             | ファミリーコンピュータ                  | ハル研究所             |
| 1990年10月16日 | ゴーストバスターズ2                                                       | ゲームボーイ                            | ハル研究所             |
| 1990年12月26日 | アドベンチャーズ オブ ロロ2                                               | ファミリーコンピュータ                  | ハル研究所             |
| 1990年12月26日 | NEWゴーストバスターズ2                                                    | ファミリーコンピュータ                  | ハル研究所             |
| 1991年1月8日   | 突撃!ポンコツタンク                                                       | ゲームボーイ                            | ハル研究所             |
| 1991年2月23日  | ジャンボ尾崎のホールインワン                                              | スーパーファミコン                      | ハル研究所             |
| 1991年8月30日  | メタルスレイダーグローリー                                                | ファミリーコンピュータ                  | ハル研究所             |
| 1991年8月31日  | ハイパーゾーン                                                            | スーパーファミコン                      | ハル研究所             |
| 1992年3月27日  | カードマスター リムサリアの封印                                           | スーパーファミコン                      | ハル研究所             |
| 1992年4月27日  | 星のカービィ                                                              | ゲームボーイ                            | 任天堂                 |
| 1992年6月26日  | スーパーダンクショット                                                    | スーパーファミコン                      | ハル研究所             |
| 1993年3月23日  | 星のカービィ 夢の泉の物語                                                 | ファミリーコンピュータ                  | 任天堂                 |
| 1993年11月27日 | カービィのピンボール                                                      | ゲームボーイ                            | 任天堂                 |
| 1993年12月17日 | アルカエスト                                                              | スーパーファミコン                      | スクウェア             |
| 1994年3月4日   | パワーゴルフ2 ゴルファー                                                  | PCエンジンSUPER CD-ROM2                 | ハドソン               |
| 1994年3月25日  | ロロの大冒険                                                              | ゲームボーイ                            | イマジニア             |
| 1994年8月27日  | MOTHER2 ギーグの逆襲                                                      | スーパーファミコン                      | 任天堂                 |
| 1994年9月21日  | カービィボウル                                                            | スーパーファミコン                      | 任天堂                 |
| 1995年3月21日  | 星のカービィ2                                                             | ゲームボーイ                            | 任天堂                 |
| 1995年5月26日  | シムシティ2000                                                            | スーパーファミコン                      | イマジニア             |
| 1995年12月14日 | カービィのブロックボール                                                  | ゲームボーイ                            | 任天堂                 |
| 1996年3月21日  | 星のカービィ スーパーデラックス                                           | スーパーファミコン                      | 任天堂                 |
| 1997年1月25日  | カービィのきらきらきっず                                                  | ゲームボーイ                            | 任天堂                 |
| 1997年2月21日  | 糸井重里のバス釣りNo.1                                                    | スーパーファミコン                      | 任天堂                 |
| 1998年3月27日  | 星のカービィ3                                                             | スーパーファミコン                      | 任天堂                 |
| 1999年1月21日  | ニンテンドウオールスター!大乱闘スマッシュブラザーズ                       | NINTENDO 64                             | 任天堂                 |
| 1999年3月21日  | ポケモンスナップ                                                          | NINTENDO64                              | 任天堂                 |
| 1999年6月25日  | カービィのきらきらきっず                                                  | スーパーファミコン                      | 任天堂                 |
| 2000年2月1日   | シムシティー64                                                            | NINTENDO64                              | 任天堂                 |
| 2000年3月24日  | 星のカービィ64                                                            | NINTENDO64                              | 任天堂                 |
| 2000年3月31日  | 糸井重里のバス釣りNo.1 決定版!                                            | NINTENDO64                              | 任天堂                 |
| 2000年11月29日 | メタルスレイダーグローリーディレクターズカット                            | スーパーファミコン                      | 任天堂                 |
| 2001年11月21日 | 大乱闘スマッシュブラザーズDX                                              | ニンテンドー ゲームキューブ             | 任天堂                 |
| 2002年10月25日 | 星のカービィ 夢の泉デラックス                                             | ゲームボーイアドバンス                  | 任天堂                 |
| 2003年7月11日  | カービィのエアライド                                                      | ニンテンドーゲームキューブ              | 任天堂                 |
| 2004年4月15日  | 星のカービィ 鏡の大迷宮                                                   | ゲームボーイアドバンス                  | 任天堂                 |
| 2005年3月24日  | タッチ!カービィ                                                           | ニンテンドーDS                          | 任天堂                 |
| 2006年4月20日  | MOTHER3                                                                   | ゲームボーイアドバンス                  | 任天堂                 |
| 2006年11月2日  | 星のカービィ 参上! ドロッチェ団                                           | ニンテンドーDS                          | 任天堂                 |
| 2006年10月26日 | 監修 日本常識力検定協会 いまさら人には聞けない 大人の常識力トレーニングDS | ニンテンドーDS                          | 任天堂                 |
| 2006年3月23日  | ポケモンレンジャー                                                        | ニンテンドーDS                          | 任天堂                 |
| 2007年12月18日 | メタルスレイダーグローリー                                                | Wii(VC)                                 | 任天堂                 |
| 2008年3月6日   | みんなの常識力テレビ                                                      | Wii                                     | 任天堂                 |
| 2008年11月6日  | 星のカービィ ウルトラスーパーデラックス                                   | ニンテンドーDS                          | 任天堂                 |
| 2009年3月12日  | 立体ピクロス                                                              | ニンテンドーDS                          | 任天堂                 |
| 2010年7月28日  | カメラであそぶ 顔グライダー                                               | ニンテンドーDSiウェア                   | 任天堂                 |
| 2011年2月26日  | 顔シューティング                                                          | ニンテンドー3DS                         | 任天堂                 |
| 2011年8月4日   | あつめて!カービィ                                                         | ニンテンドーDS                          | 任天堂                 |
| 2011年10月27日 | 星のカービィ Wii                                                          | Wii                                     | 任天堂                 |
| 2012年7月19日  | 星のカービィ 20周年スペシャルコレクション                                 | Wii                                     | 任天堂                 |
| 2014年1月11日  | 星のカービィ トリプルデラックス                                           | ニンテンドー3DS                         | 任天堂                 |
| 2014年7月23日  | カービィファイターズZ                                                     | ニンテンドー3DS（DL）                   | 任天堂                 |
| 2014年7月23日  | デデデ大王のデデデでデンZ                                                 | ニンテンドー3DS（DL）                   | 任天堂                 |
| 2015年1月15日  | ハコボーイ!                                                               | ニンテンドー3DS（DL）                   | 任天堂                 |
| 2015年1月22日  | タッチ!カービィ スーパーレインボー                                        | Wii U                                   | 任天堂                 |
| 2015年10月1日  | カタチ新発見! 立体ピクロス2                                               | ニンテンドー3DS                         | 任天堂                 |
| 2015年12月09日 | メタルスレイダーグローリー ディレクターズカット                           | Wii U(VC)                               | 任天堂                 |
| 2016年1月6日   | ハコボーイ! もうひとハコ                                                  | ニンテンドー3DS（DL）                   | 任天堂                 |
| 2016年4月28日  | 星のカービィ ロボボプラネット                                             | ニンテンドー3DS                         | 任天堂                 |
| 2017年2月2日   | さよなら! ハコボーイ!                                                     | ニンテンドー3DS（DL）                   | 任天堂                 |
| 2017年4月13日  | みんなで!カービィハンターズZ                                              | ニンテンドー3DS（DL）                   | 任天堂                 |
| 2017年7月4日   | カービィのすいこみ大作戦                                                  | ニンテンドー3DS（DL）                   | 任天堂                 |
| 2017年11月30日 | カービィ バトルデラックス!                                                | ニンテンドー3DS                         | 任天堂                 |
| 2018年3月16日  | 星のカービィ スターアライズ                                               | Nintendo Switch                         | 任天堂                 |
| 2019年4月26日  | ハコボーイ!&ハコガール!                                                   | Nintendo Switch（DL）                   | 任天堂                 |
| 2019年9月5日   | スーパーカービィハンターズ                                                | Nintendo Switch（DL）                   | 任天堂                 |
| 2020年9月24日  | カービィファイターズ2                                                     | Nintendo Switch（DL）                   | 任天堂                 |
| 2020年10月28日 | はたらくUFO                                                               | Nintendo Switch（DL）                   | 任天堂                 |
| 2022年3月25日  | 星のカービィ ディスカバリー                                               | Nintendo Switch                         | 任天堂                 |
| 2022年8月17日  | カービィのグルメフェス                                                    | Nintendo Switch（DL）                   | 任天堂                 |
| 2023年2月24日  | 星のカービィ Wii デラックス                                               | Nintendo Switch                         | 任天堂                 |

### スマートデバイス
| 配信日（日本） | タイトル               | 配信プラットフォーム   | 発売元     | 備考                                                                    |
| -------------- | ---------------------- | ---------------------- | ---------- | ----------------------------------------------------------------------- |
| 2017年6月20日  | ユニクロ×ハコボーイ!   | App Store、Google Play | ユニクロ   | ユニクロ配信のアプリ『ユニクロアプリ』内のコンテンツとして。            |
| 2017年11月14日 | はたらくUFO            | App Store、Google Play | ハル研究所 | 「HAL Egg」第1弾。2020年10月28日にはNintendo Switch版が任天堂より発売。 |
| 2019年10月8日  | 歩数で勝負!!カメさんぽ | App Store、Google Play | ハル研究所 | 「HAL Egg」第2弾。                                                      |

## 周辺機器
PCG
- PCG-8000（シャープ MZ-80K/C/K2/K2E）
- PCG-8100（NEC PC-8001） - 音出しのためのプログラマブル発振器およびプログラマブルタイマー内蔵
- PCG-8200（NEC PC-8001mkII）
- PCG-8800/mkII（NEC PC-8801）
- PCG-700（シャープ MZ-700）
- PCG-1200（シャープ MZ-1200）
- PCG-6500（コモドール CBM3032/3016（PET））

音源ボード
- 響（NEC PC-8801）
- GSX-8800（NEC PC-8801）

トラックボール
- CAT-8801（NEC PC-8801）
- COBAUSE（NEC PC-8801）
- CAT-X1（シャープX1シリーズ）

ゲームコントローラ
- ジョイボール（ファミリーコンピュータ、MSX） - 連射機能を搭載したボール型ジョイスティック。

拡張コネクタ
- ジョイペア（ファミリーコンピュータ） - ジョイボール用の拡張端子として開発。拡張端子を2つに増やす。

無線通信機器
- ジョイレーダー（JOY RADAR）（ファミリーコンピュータ） - ジョイレーダー本体（電波送信機）とファミコン本体を接続し、テレビに出力するワイヤレスパック。

本体のRF入力端子と電源入力端子をファミコン本体に接続。本体をACコンセントに接続。テレビのチャンネルをUHFの13ch、14chに合わせて使用する。RF出力のファミコン専用でアナログチューナー（テレビ・ビデオなど）のみ使用可能。
- ジョイレーダーMK2（JOY RADAR MK2）（ファミリーコンピュータ） - 上記の改良版。

スキャナ
- ハンディスキャナーMSX2（MSX2）
- HALSCAN（MSX2）
- Fine Scanner-X68 HGS-68(X68000)

カードリーダ
- カードeリーダー - ゲームボーイアドバンス（以下「GBA」）用のゲームデータが記録されているカード「カードe」を読み込む機器。GBA本体に差し込んで使用する。2001年12月1日発売。海外では発売されていない。
- カードeリーダー+ - 他のGBA本体やニンテンドー ゲームキューブ本体とケーブルで接続し対応ゲームソフトのデータを拡張できる機能が付いた上位版。2003年6月27日発売。

## その他の製品
シールプリントシステム
ハル研究所が開発に携わった1999年発売のゲームソフト『ポケモンスナップ』に対応した筐体。『ポケモンスナップ』のロムカセットを差し込むと、「プリント倶楽部」のような要領でシールが出力される。当時、ローソンやポケモンセンターの店内に設置された。
sysdolphin
ニンテンドー ゲームキューブ用のゲーム開発システム。2001年より任天堂を通じて各開発会社へ提供された。
星のカービィ メダルランドの魔法の塔
アトラスが開発し2007年12月に発売したメダルゲーム機。ゲームシステムや筐体の装飾デザインなど全般にわたりハル研究所が提案を行った。
ニンテンドー3DS/Wii U用のインターネットブラウザーおよび電子説明書
ニンテンドー3DSシリーズとWii Uで用いられるインターネットブラウザーのプログラムなどの実装、デザイン、ユーザーインターフェース、ブラウザエンジン組み込み・調整など、および電子説明書の専用ビューアと制作用PCソフトウェアの作成を担当した。
カービィのコピとる!
星のカービィシリーズのキャラクターをモチーフにしたカードゲーム。ハル研究所が企画・制作し、エンスカイより2015年11月28日に発売。
Nintendo Switch (オペレーティングシステム)
Nintendo SwitchのWebブラウザコンポーネント、Miiライブラリ、ゲーム開発環境、開発ツールを制作した。
カービィのスイーツパーティー
星のカービィシリーズのキャラクターをモチーフにした対戦&協力型ボードゲーム。ハル研究所が企画・制作し、エンスカイより2017年10月5日に発売。
PasocomMini
1970年代から1980年代にかけて発売されたパーソナルコンピュータを小型化した製品シリーズ。以下のほか、2017年5月開催の展示イベントでは「FM-7」版のモックアップも参考展示されていたが発売は未定としている。
PasocomMini MZ-80C
2017年10月14日発売。「MZ-80」のエミュレータとプログラミング言語「SmileBASIC」が搭載され、対応ゲームソフト5本収録のmicroSDカードが同梱。
PasocomMini PC-8001
「PC-8001」のエミュレーターが「N-BASIC」と共に搭載され、対応ゲームソフト21本収録のmicroSDカードが同梱。当初は「PC-8001」の生誕40周年を記念した「LAVIE」のNEC Direct限定モデル（500台限定）の添付品として、もしくは2019年8月6日から11月4日までに「LAVIE」を購入し応募したユーザーから抽選で2000人にプレゼントされるという形式のみだったが、2019年10月5日、PC-8001の周辺機器「PCG8100」のミニチュア版「PasocomMini PCG8100」をセットにしたパッケージ「PasocomMini PC-8001 PCGセット」として一般発売された。
なお、これ以降のPasocomMiniシリーズの事業は電波新聞社のハードウェア・ソフトウェア開発・製造部門であるマイコンソフトが継承している。
ウェルウォーク WW-2000
トヨタ自動車が開発・販売する、下肢麻痺のリハビリテーション支援を目的としたロボット。操作パネルのUIの実装、デザイン、音響制作をハル研究所が担当している。
My Nintendo 3DS & Wii U Memories
2022年2月16日より期間限定公開されたウェブサービスで、ニンテンドーアカウントでログインしたユーザーがニンテンドー3DSとWii Uでプレイしたソフトについて、総プレイ時間やジャンルの傾向などの分析結果を見ることができた（現在は公開終了）。ページデザインのアイデア提案やWeb開発に適した素材制作・調整などをハル研究所が担当した。